# André Paduart
André Paduart, né le 14 décembre 1914 à Douvres (Grande-Bretagne) et mort le 27 février 1985  à Bruxelles (Belgique) est un ingénieur et professeur belge. Il s'est fait connaître par ses recherches sur les coques minces en béton armé et les voiles autoportants.

## Biographie
Né à Douvres (Angleterre) le 4 novembre 1914 et diplômé ingénieur civil à l’Université libre de Bruxelles en 1936, André Paduart est un ingénieur belge important. À sa sortie de l'université, il fait un bref passage dans une entreprise de construction navale avant d'être engagé par le bureau de contrôle pour la sécurité des constructions SECO. En 1944, il devient Directeur Technique de l’entreprise SETRA (Société d’Études et de Travaux),.
Parallèlement, sa carrière académique débute en 1946, lorsqu'il devient Agrégé de l’Enseignement Supérieur puis professeur à la Faculté des Sciences appliquées de l’Université Libre de Bruxelles, en 1954. Il quitte le bureau SETRA et fonde, en 1957, le bureau d’études SETESCO. À la tête de ce bureau, il calcule ou supervise le dimensionnement de centaines de bâtiments, ponts et autres constructions,.
Dans les années 1950, il devient membre du Comité Européen du Béton (CEB), de la Fédération Internationale de la Précontrainte (FIP) et de l’International Association for Shells Structures (Association Internationale des Structures à Parois Minces – IASS) dont il devient Président en 1970,.
En récompense de sa brillante carrière, il reçoit, en 1984, la médaille Torroja, l’une des distinctions les plus prestigieuses dans le monde de la construction en béton. André Paduart décède l’année suivante, le 27 février 1985 à Bruxelles,.

## Réalisations importantes
- Passerelle de Malheide, 1944
- Flèche du Génie Civil de l'Expo 58 (Bruxelles), 1958
- Porte des Nations de l'Expo 58 (Bruxelles), 1958
- Piscine de Genk, 1975
- Église Sainte-Pétra à Harelbeke, 1966
- Auvent de l'Institut de Sociologie de l'Université libre de Bruxelles, 1966
- Hippodrome de Groenendael, 1980